# Bregtje van der Haak
 (octobre 2018).
Bregtje van der Haak (née en 1966 à Utrecht) est une  réalisatrice et scénariste néerlandaise.

## Biographie
Bregtje van der Haak a réalisé des documentaires pour la VPRO et son film DNA dreams a été présenté au festival du film scientifique de Bruxelles et à Pariscience.

## Filmographie
- 1995 : Laat op de avond na een korte wandeling...
- 1997 : Small, Medium, Large
- 1998 : DNW
- 1999 : Gaat Heen en Vermenigvuldigt U!
- 2002 : LAGOS/KOOLHAAS[2]
- 2004 : Lagos: Wide & Close
- 2007 : Satellite Queens
- 2010 : California Dreaming
- 2012 : DNA Dreams
- 2013 : De Techmens
- 2014 : Digital Amnesia
- 2016 : Offline Is The New Luxury
- 2018 : Ubiquity[3]

## Crédit d'auteurs
- (nl) Cet article est partiellement ou en totalité issu de l’article de Wikipédia en néerlandais intitulé « Bregtje van der Haak » (voir la liste des auteurs).